# 通勤列車 (韓國)
通勤列車 （：／ Tonggeun yeolcha */?），是韓國鐵道公社下屬的一种列车种别，于2004年4月1日启用。

## 历史

### 1954年-2004年
通勤列車的前身是統一號，最初是京釜線上的特快列車，于1954年8月15日开始启用，使用的是日本川崎重工业和日本车辆制造制造的铁路客车，1980年1月1日起京釜線上存在的各種特快列車合併為一個名稱「特快」。1984年1月1日韓國鐵道廳更改列車級別，設置介於無窮花號和普通列車鴿號之間的统一号，繼承統一號列車的名稱，使用大宇重工业及台湾唐荣铁工厂制造的铁路客车，直至2004年3月31日停用。1996年4月1日開始使用韩国铁道9501系柴油动车组開行短途通勤列車，並以統一號票價收費。2004年4月1日統一號廢止後，短途通勤性質的列車改名為通勤列車繼續運營。

### 2004年至今
2004年4月1日开始完全使用柴油动车组，尽管现在的列车的正式名号是通勤列車，但是很多人依然称呼为统一号。隨著各路線電氣化，2006年開始通勤列車的使用逐漸減少，到2019年僅剩京元線逍遥山 - 白马高地行駛，然而同年4月1日因逍遥山 - 漣川區間電氣化工程停駛，一度沒有通勤列車在韓國鐵路網運營。
2020年1月1日光州線的無窮花號降級為通勤列車，通勤列車重新出現在韓國鐵路網。但2023年12月18日隨著該列車的使用壽命已超過25年，並且舊柴油列車對空氣環境產生破壞，通勤列車等級與車輛被取消。

## 使用车辆
此款列车为大宇重工业制造的韩国铁道9501系柴油动车组，除以通勤列車的名义行驶之外，还会以无穷花号和观光列车海列车的名义行驶。